# Neomonecphora obtusa
Neomonecphora obtusa is een halfvleugelig insect uit de familie schuimcicaden (Cercopidae). De wetenschappelijke naam van deze soort is voor het eerst geldig gepubliceerd in 1950 door Nast.